# Атакайские водохранилища
Атакайские водохранилища — два водохранилища в Краснодарском крае (№ 1 «Верховое» и № 2 «Низовое»). Находятся в северо-западнее города Новороссийск и восточнее посёлка Верхнебаканский. Построены на протекающем в Атакайской щели ручье Атакай, который впадает в реку Баканка (приток Адагума). Относятся к бассейну реки Кубань.
Эксплуатирующей организацией обоих водохранилищ является ОАО «Новоросцемент». По документам 2010 года Верховое водохранилище находилось в федеральной собственности. В отчёте новороссийских служб ГО и ЧС за 2013 год и в документации Ростехнадзора от 2018 года гидротехнические сооружения обоих водохранилищ названы собственностью «Новоросцемента».

## Верховое водохранилище
Нормальный подпорный уровень 178 метров над уровнем моря, максимальный — 183,5 метра. Объём 675 тыс. м³. Водохранилище имеет поверхностный паводковый водосброс и аварийный донный водовыпуск.

## Низовое водохранилище
Нормальный подпорный уровень 165 метров над уровнем моря. Объём 200 тыс. м³. Водохранилище имеет поверхностный паводковый водосброс, аварийный донный водовыпуск и аварийный трубчатый водосброс.

## История
Низовое водохранилище было введено в эксплуатацию в 1967 году, Верховое — в 1985 году.
Гидротехнические сооружения водохранилищ пострадали во время наводнения 2002 года. На Верховом водохранилище был разрушен канал водосброса.
После катастрофического наводнения 2012 года в Крымске возникли слухи, что одной из его причин стало разрушение Атакайских водохранилищ или преднамеренный сброс воды из них. Позже эти слухи были опровергнуты как специалистами, так и корреспондентами нескольких СМИ, осуществившими осмотр водохранилищ с земли и с воздуха.